# SONGS (長渕剛のアルバム)
『SONGS』（ソングス）は、日本のミュージシャン、長渕剛のベスト・アルバム。
ラブソングをコンセプトに『LOVE』と『SONGS』の2枚に分け選曲。その中で、リミックス&ボーカルのみ再レコーディング（new vocal表記）や、リミックスのみ施して（remix表記）収録した楽曲がある。また特典として、DVDが付属している。

## 構成
下記のシングルおよびアルバムから、「愛を」テーマに選曲されている。また長渕自身の「現在最もふさわしい形」という要望により、最新マスタリングの上に曲によってはリミックスあるいはボーカルのみ再レコーディングが行われている。
シングル
- 「PLEASE AGAIN (with Acoustic Piano)」（1987年） - シングル「泣いてチンピラ」のカップリング
- 「月がゆれる」（2006年） - シングル「太陽の船」のカップリング

アルバム
- 『風は南から』（1979年） - 「君は雨の日に」、「いつものより道もどり道」
- 『逆流』（1979年） - 「祈り」
- 『HOLD YOUR LAST CHANCE』（1984年） - 「HOLD YOUR LAST CHANCE」
- 『LOVE SONGS』（1986年） - 「DON'T CRY MY LOVE」
- 『LICENSE』（1987年） - 「花菱にて」
- 『JEEP』（1990年） - 「電信柱にひっかけた夢」
- 『JAPAN』（1991年） - 「東京青春朝焼物語」、「I love you」
- 『Captain of the Ship』（1993年） - 「12色のクレパス」
- 『Keep On Fighting』（2003年） - 「八月の雨の日」
- 『YAMATO』（2005年） - 「CLOSE YOUR EYES」
- 『Come on Stand up!』（2007年） - 「観覧車」

## リリース
2008年5月21日にフォーライフミュージックエンタテイメントよりリリースされた。
本作リリース後の6月18日より、女性向け携帯サイト「Girlswalker.com」にて、本作収録曲の歌詞にイラストが添えられたデコメールの「長渕剛 歌詞デコメ」が配信された。

## 批評
| 専門評論家によるレビュー | 専門評論家によるレビュー |
| レビュー・スコア         | レビュー・スコア         |
| 出典                     | 評価                     |
| ------------------------ | ------------------------ |
| Allmusic                 | [ 4 ]                    |
| CDジャーナル             | 肯定的                   |

- 音楽情報サイト『CDジャーナル』では、「心の底から響くソウルフルな表現が既発表曲に別の光と影を投じており、ここでもリアリティのあるストーリーテラーぶりがわかる」、「珠玉の愛の唄ばかりが並んでおり、彼の熱いヴォーカルが心を揺らす」と評されている[5]。

- 音楽情報サイト『AllMusic』は「オープニングトラックはボブ・ディランをエミュレート、影響あるブルース・スプリングスティーンをアイドライズ。長渕のフォーク、ロック、バラードまでロービングしている良い曲があり、それが全てディスプレイされている。彼はディランとスプリングスティーンのエミュレートを行いローリング・ストーンズのエミュレートもしているかもしれないが彼はいつも自分の曲に特徴をつけている。ファンはここにある曲のオリジナル音源で既に満足しているだろうが、本作は長渕サウンドを日本のニューカマーに紹介する」と述べた[4]。

## チャート成績
オリコンチャートでは最高位4位、登場回数8回となり、売り上げ枚数は4.2万枚となった。また、タワーレコードの「ジャパニーズ ロック&ポップス アルバム」部門では2008年5月19日付けで16位となった。

## 収録曲

### DISC 1 (CD)
| 全作詞・作曲: 長渕剛（特記以外）。 |                                                           |                    |                    |      |
| #                                  | タイトル                                                  | 作詞               | 作曲・編曲         | 時間 |
| 1.                                 | 「東京青春朝焼物語」                                      | 長渕剛（特記以外） | 長渕剛（特記以外） | 6:15 |
| 2.                                 | 「観覧車」                                                | 長渕剛（特記以外） | 長渕剛（特記以外） | 4:50 |
| 3.                                 | 「DON'T CRY MY LOVE -new vocal-」(作詞：長渕剛、吉見佑子) | 長渕剛（特記以外） | 長渕剛（特記以外） | 5:12 |
| 4.                                 | 「八月の雨の日」                                          | 長渕剛（特記以外） | 長渕剛（特記以外） | 4:11 |
| 5.                                 | 「PLEASE AGAIN (with Acoustic Piano) -new vocal」         | 長渕剛（特記以外） | 長渕剛（特記以外） | 6:01 |
| 6.                                 | 「君は雨の日に -new vocal-」                              | 長渕剛（特記以外） | 長渕剛（特記以外） | 4:40 |
| 7.                                 | 「電柱柱にひっかけた夢」                                  | 長渕剛（特記以外） | 長渕剛（特記以外） | 4:59 |
| 8.                                 | 「いつものより道もどり道 -new vocal-」                    | 長渕剛（特記以外） | 長渕剛（特記以外） | 4:14 |
| 9.                                 | 「月がゆれる -remix-」                                    | 長渕剛（特記以外） | 長渕剛（特記以外） | 6:16 |
| 10.                                | 「花菱にて -new vocal-」                                  | 長渕剛（特記以外） | 長渕剛（特記以外） | 5:40 |
| 11.                                | 「HOLD YOUR LAST CHANCE -new vocal-」                     | 長渕剛（特記以外） | 長渕剛（特記以外） | 4:15 |
| 12.                                | 「祈り -new vocal-」                                      | 長渕剛（特記以外） | 長渕剛（特記以外） | 4:16 |
| 13.                                | 「CLOSE YOUR EYES」                                       | 長渕剛（特記以外） | 長渕剛（特記以外） | 6:42 |
| 14.                                | 「12色のクレパス -new vocal-」                            | 長渕剛（特記以外） | 長渕剛（特記以外） | 4:47 |
| 15.                                | 「I love you -remix-」                                    | 長渕剛（特記以外） | 長渕剛（特記以外） | 5:17 |
| 合計時間:                          | 合計時間:                                                 | 77:29              |                    |      |

### DISC 2 (DVD)
1. 愛しているのに
2007 TSUYOSHI NAGABUCHI ARENA TOUR COME ON STAND UP! at 代々木第一体育館（2007年12月9日）の映像を収録している。

#### DVD収録規格
- リージョンコード : 2
- 画面サイズ : 16:9 LB
- 音声方式 : リニアPCM

## スタッフ・クレジット

### 音楽スタッフ
- 中津直也 - レコーディング・エンジニア、ミキシング・エンジニア
- 上條雄次 - アシスタント・エンジニア
- 毛利嘉一郎 - アシスタント・エンジニア
- 西川陽介 - アシスタント・エンジニア
- 前田康二 - マスタリング・エンジニア
- 奥村誠二 - レコーディングスタジオ代表

### パッケージ・デザイン
- 長渕剛 - 詩画
- 大橋基樹 - アート・ディレクション、デザイン
- 大川奘一郎 - 写真撮影
- 吉田武 - 写真撮影
- 長濱治 - 写真撮影
- 中村英莉 - コーディネート

### DVD
- Akira Nii - ディレクター
- 深作健太 - ディレクター
- 岩佐豊 - MAエンジニア

### その他
- 長渕剛 - プロデューサー
- 犬伏恭介 - A&R
- 横田利夫 - アーティスト・プロモーター
- 蛯沢康仁 - アーティスト・マネージャー
- Daisuke Takahashi - スーパーバイザー
- 後藤由多加 - エグゼクティブ・プロデューサー
- 高崎健 - エグゼクティブ・プロデューサー